# Helge Thun
Helge Thun (* 26. Februar 1971 in Kiel) ist ein deutscher Zauberkünstler, Comedy-Schauspieler, Dichter und Moderator.

## Leben
Thun wuchs von seinem fünften Lebensjahr an in Eutin (Schleswig-Holstein) auf. Nach einem Austauschjahr in den USA machte er 1991 sein Abitur am Johann Heinrich Voss Gymnasium in Eutin und begann ein Studium der Germanistik und Anglistik an der Universität Tübingen, das er 1995 abbrach, um Schauspieler am Landestheater Tübingen (LTT) zu werden. 1998 machte er sich als Zauberkünstler, Komiker und Moderator selbstständig. Helge Thun ist seit 2002 verheiratet und lebt in Tübingen.

## Kunst

### Zauberei
1990 wurde Helge Thun Deutscher Meister in der Sparte der Kartenzauberei. Den dritten Platz in derselben Kategorie belegte er 1991 bei der Weltmeisterschaft der FISM. Daraufhin erhielt er 1992 ein Engagement im Magic Castle, Hollywood. 1996 wurde er Deutscher Meister in der Tischzauberei. 1998 erhielt er den Sarmoti Award (gestiftet und überreicht von Siegfried und Roy) zusammen mit der Gruppe Die Fertigen Finger anlässlich des Desert Magic Seminar in Las Vegas. In Deutschland wurde er vom Magischen Zirkel zum „Magier des Jahres 1998/1999“ ernannt. Im Jahre 1999 war Thun fünffacher Preisträger bei den Deutschen Meisterschaften im Zaubern; darunter zweimal mit den Meistertiteln in den Kategorien Comedy und Tischzauberei. Diesen Erfolg konnte er im Jahre 2002 wiederholen, als er dreifacher Meister wurde.

### Schauspiel & Comedy
Von Sommer 1992 bis 2012 wirkte Helge Thun als Stammspieler beim Tübinger „Theatersport“, einer Improvisationstheatergruppe mit. Beim Landestheater Tübingen brachte er 1995 zusammen mit Heiner Kondschak die Premiere des Comedy-Zauber-Programms Der Schöne und das Biest zur Aufführung, der zwei Jahre später Der Schöne und das Biest – Teil 2 folgte. 2002 wurde dieses Stück für die ARD als 8-teilige Serie aufbereitet.
Von 1995 bis 1998 war Helge Thun als Schauspieler am Kinder- und Jugendtheater des Landestheaters Tübingen tätig und führte in diesem Rahmen auch 1996 und 1997 die ersten beiden 7-teiligen TV-Staffeln SDR Theatersport Cup durch. 1998 hatte sein erstes Soloprogramm Der Schlawiner Premiere. Diesem folgte mit Der Scherzkeks bald das zweite. Seit 2001 hat Helge Thun die Moderation der SWR Wunderlandrevue für das Südwest Fernsehen übernommen und erhielt 2003 im gleichen Sender eine eigene 4-teilige 90-Minuten-Sendung Thunfrisch, die er zusammen mit Heiner Kondschak, Mirjam Woggon und Udo Zepezauer moderiert. Mit Zepezauer trat Thun als Helge und das Udo am 17. und 20. Arosa Humor-Festival auf. In Tübingen veranstaltete er zwischen 2006 und 2023 die regelmäßige Comedy-Reihe Comedy-Stube.

### Online-Comedy
Während der Corona-Pandemie kreierte er zusammen mit Carolin Schattenkirchner, Mirjam Woggon, Jakob Nacken und Bernd Kohlhepp (später Johann Theisen) 33 halbstündige Folgen der YouTube-Serie „Reimpatrouille“.

### Autor
Helge Thun war Kolumnist der Radio-Sendung „SWR1 – Der Abend“. Für SWR4 schreibt er aktuelle Gedichte und Sketche (2011 bis 2013 die Serie „Einbürgerungsamt Baden-Württemberg“ und seit 2013 den gereimten Monatsrückblick „Reim Regional – Die aktuelle Gedichterstattung“).
Mit Jakob Nacken rief Helge Thun 2005 das Schulprojekt „Raus mit der Sprache“ ins Leben. Gefördert von der Kreissparkasse Tübingen und der Stiftung Kunst und Recht (2006–2012) fand dieser Dichterwettstreit bis 2015 an mehreren Schulen im Jahr statt.
Für das Landestheater Tübingen (LTT) war er Co-Autor der Stücke „Jetzt mal im Ernst“ (2010)  und „Karma, Schicksal, Pech gehabt?“ (2016)

## Werke

### Abendfüllende Programme
- 1995, 1997, 2002: Der Schöne und das Biest – erstes abendfüllendes Zauber-Comedy-Programm mit dem Musiker Heiner Kondschak[6]
- 1998: Der Schlawiner am LTT Tübingen
- 2001–2021: Helge und das Udo – Sketch- und Comedy-Programm mit Udo Zepezauer, 5 Programmentwicklungen unter diesem Namen.
- 2006–2023: Comedy-Stube im Sudhaus in Tübingen, Sketche und Gastauftritte.[7]
- seit 2013: TauschRausch – Improvisations-Comedy-Format mit Mirjam Woggon und Jakob Nacken[8]

### TV-Formate
- 1996/97: SDR-Theatersportcup – 2 Staffeln[9]
- 2001–2003: SWR Wunderlandrevue – Moderation im SWR.
- 2002: Der Schöne und das Biest – 8-teilige ARD-Serie „Kurz vor 6 im Ersten“.
- 2003: Thunfrisch, 4-teilige 90-Minuten-Sendung im SWR
- 2012 Reim gewinnt, vier Sendungen für ZDF Kultur und 3Sat

### Online-Formate
- seit 2020 (unregelmäßig): Die ReimPatrouille – 33 ca. halbstündige YouTube-Videos[10]

### Bücher
- Der Abreimer – Comedy in Versen, Verlag Schwäbisches Tagblatt, Tübingen 2004 – ISBN 978-3-928011-55-6
- Butterfahrt ins Geistreich – Gedichtband, Seitzinger Verlag 2006, ISBN 978-3-9811373-1-6
- Wollte Waldemar wegen Wetter warnen. Gedichte, Sketche & Kolumnen. Klöpfer & Meyer Verlag, Tübingen 2015, ISBN 978-3-86351-098-5.

### DVDs und CDs
- Helge & das Udo – Bis einer heult! (2008) – Live-Aufzeichnung aus dem Sudhaus Tübingen
- Unbekannt aus Funk und Fernsehen (2011) – Live-Aufzeichnung aus dem Theaterhaus Stuttgart
- Die zersägte Jungsau (2014) – Live-Aufzeichnung aus dem Renitenztheater Stuttgart
- Helge & das Udo – Ohne erkennbare Mängel (2015) – Live-Aufzeichnung aus dem Theaterhaus Stuttgart

## Auszeichnungen
- 1990 Deutscher Meister Kartenzauberei[11]
- 1991 Dritter Platz Kartenzauberei Weltmeisterschaft der FISM, Lausanne[12]
- 1996 Deutscher Meister Tischzauberei und Comedy[13]
- 1996/97 Magier des Jahres (zusammen mit der Gruppe „Die Fertigen Finger“) des Magischen Zirkels von Deutschland[14]
- 1998 Sarmoti Award von Siegfried & Roy, Las Vegas (zusammen mit der Gruppe „Die Fertigen Finger“)
- 1999 Fünffacher Preisträger bei den Deutschen Meisterschaften der Zauberkunst. Erster Preis in den Sparten Tischzauberei und Comedy, Vizemeister in den Sparten Kartenzauberei, Allgemeine Magie und Allgemeine Magie mit Musik[15]
- 1998/99 Magier des Jahres des Magischen Zirkels von Deutschland[16]
- 2002 Dreifacher Deutscher Meister der Zauberkunst in den Sparten Kartenzauberei, Tischzauberei und Comedy[17]
- 2004 Teamsieger beim National Poetry Slam in Stuttgart zusammen mit Jakob Nacken
- 2010 Freiburger Leiter „Internationale Kulturbörse Freiburg“ (mit „Helge und das Udo“)[18]
- 2016 Publikumspreis „Das große Kleinkunstfestival der Wühlmäuse“ (mit „Helge und das Udo“)[19]
- 2018 Prädikat „Besonders wertvoll“ für die Trickfilmserie „Klassiker in 3 Minuten“ mit Carolin Schattenkirchner[20]